# Fürstin Ninetta
Fürstin Ninetta ist eine Operette von Johann Strauss (Sohn). Das Libretto stammt von Hugo Wittmann und Julius Bauer. Das Werk erlebte seine Uraufführung am 10. Januar 1893 im Theater an der Wien in Wien. Unter den Premierengästen war auch Kaiser Franz Joseph I. Bei der Uraufführung des Werkes wurde erstmals an einem Wiener Theater elektrisches Licht verwendet. Zur Uraufführungsbesetzung gehörten die damaligen Operettengrößen, wie Ilka Palmay, Therese Biedermann, Karl Streitmann und Alexander Girardi. Die Handlung spielt in einem Hotel in Sorrent am Ende des 19. Jahrhunderts. Sie ist reichlich verworren und die Dialoge lagen Strauss bei der Komposition auch nicht vor. Der Erfolg gründete sich vor allem auf Tagesaktualität und darauf bezogene Anspielungen. Alexander Girardi trat mit einem besonderen Strohhut auf und kreierte damit die einige Jahre anhaltende Mode der Girardi-Hüte, die auch heute noch, über 100 Jahre danach, in Wien erworben werden können.

## Handlung

### Akt 1
Sorrent, in der Eingangshalle eines Hotels mit Blick auf den Strand.
An einem Tisch sitzt Baron Mörsburg, an einem anderen Adelheid und ihr junger Verlobter Ferdinand. Der Kellner Emilio und der Besitzer des Hotels Wirth informieren den Baron über die Hochzeit des jungen Paares, die noch am selben Abend im Hotel stattfinden wird. Unterdessen erhält Mörsburg ein Telegramm von seiner Freundin Prinzessin Ninetta Campocasso, in der sie ihn bittet, ihr freundlicherweise ein Hotelzimmer zu reservieren.
Ninetta ist die Witwe eines italienischen Prinzen, aber sie stammt ursprünglich aus Russland. Als sie im Hotel ankommt, verkleidet sie sich als junger Mann und stellt sich als Carlino vor. Der Baron erkennt sie natürlich wieder, aber die anderen Gäste sehen sie nicht als Mann. Ihr gutes Aussehen weckt sofort das Interesse weiblicher Gäste. In diesem Moment treten die Eltern der zukünftigen Eheleute Adelheid und Ferdinand ein: Ferdinands Mutter, Anastasia Knapp, ist Witwe, während Adelheids Vater, Prosper Möbius, ein österreichischer Witwer ist, der eine Seidenfabrik besitzt. Anastasia und Prosper waren in ihrer Jugend ineinander verliebt, durften aber nicht heiraten; im folgenden Duett singen beide ein Loblied auf Italien, auf seine Kultur und auch auf seine hervorragenden kulinarischen Spezialitäten.
Zwei weitere Gäste treten ein, Cassim Pascha und Rustan, sein Diener, der im Gefolge eines italienischen Zirkus nach Sorrento kam, in dem Cassim als Hypnotiseur auftrat, nachdem er den Posten des ägyptischen Finanzministers bekleidet hatte; da Cassim den Fez trägt, gaben ihm die anderen Gäste des Hotels den Spitznamen „der Türke“. Baron Mörsburg erkennt ihn sofort und hält ihn für einen alten Freund von ihm, einen russischen Adligen namens Tatischeff. Cassim widerspricht dem Baron nicht und spielt mit, behauptet aus St. Petersburg zu kommen und singt eine Arie, in der er sich an sein Herkunftsland erinnert, den kalten, Wodka aber auch an seine Diplomatie, die so raffiniert wie schwer verständlich sei.
Die Hochzeitszeremonie beginnt und der deutsche Konsul von Neapel, von Rübke, kommt ins Hotel, um die Hochzeit zu feiern, verärgert über diese Heirat, weil das junge Mädchen genau das Jahr abgelehnt hatte. Bei der Überprüfung der Ausweispapiere stellt sie fest, dass Ferdinands Mutter, Anastasia Knapp, eigentlich Anastasia Möbius heißt. An diesem Punkt erklärt Prosper, dass er und Anastasia bereits am Vortag in Nizza geheiratet hätten, sehr zur Überraschung aller Anwesenden. Konsul Rübke stellt sofort fest, dass Ferdinand und Adelaide Halbbruder und Halbschwester sind und deshalb nicht heiraten dürfen. Die einzige Möglichkeit, die Ehe feiern zu können, wäre, die Eltern zur Scheidung zu bewegen, aber dafür kann es nur zwei triftige Gründe geben: Untreue oder körperliche Gewalt. Das Paar hat jedoch nicht die Absicht, sich scheiden zu lassen, geschweige denn, dafür falsche Ausreden zu finden.

### Akt 2
Sorrent, auf der Hotelterrasse.
Ruhig an seinem Tisch sitzend, malt Ferdinand ein Bild, als ihn ein neugieriges junges Mädchen bei seiner Arbeit zu beobachten beginnt. Als Ferdinand merkt, dass er beobachtet wird, erkennt er Prinzessin Ninetta in dem jungen Mädchen und lobt sie für ihre Schönheit.
Unterdessen verbreitet der Kellner Emilio unter den Gästen die alarmierende Nachricht von der Anwesenheit eines mysteriösen Mannes, eines Räubers, der bereits einige Touristen auf der Straße, die zum Vesuv geführt, ausgeraubt und getötet hat. Als Ninetta wieder auftaucht, diesmal in der authentischen Gestalt eines jungen und schönen Mädchens, zieht sie die Aufmerksamkeit des Konsuls Rübke, des englischen Lord Plato und des Barons Mörsburg auf sich; alle auf der Terrasse.
Konsul Rübke und die anderen Gäste warnen Ninetta vor dem Räuber, der im Hotel herumstreift.
Cassim Pascha gesellt sich auf die Terrasse. Auch er ist von Ninettas Schönheit fasziniert und bietet ihr an, ihr die Kunst der Hypnose beizubringen. Cassim bittet auch Ninetta, ihn auf einem Ausflug zum Vesuv zu begleiten. Dies lässt Emilio vermuten, dass Cassim der Räuber (Fra Diavolo) ist, von dem er gehört hat. Nach einigen Augenblicken taucht Ninetta jedoch wieder als Junge verkleidet auf und singt über die Tragödie, als Mädchen geboren zu werden. Ninetta wird sofort zu Anastasias Objekt der Bewunderung. Cassim macht derweil einen Spaziergang zum Strand auf der Suche nach Ninetta, von der alle anderen Gäste glauben, dass sie bereits bei ihm ist.
Als Cassim alleine vom Strand zurückkehrt, sind die Gäste davon überzeugt, dass er der Räuber und Mörder ist, und allein die Tatsache, dass er ein Türke ist, macht ihn verdächtig. Ihm wird der böse Blick vorgeworfen und sie wollen ihn zwingen, das Hotel zu verlassen.
Cassim erklärt jedoch, dass er das gesamte Hotel gekauft hat und jetzt der wahre Eigentümer ist. Ein Richter und die Polizei werden ins Hotel gerufen, und die Gäste beschuldigen Cassim des Mordes an Ninetta und Carlino.

### Akt 3
Sorrent, der Bankettsaal des Hotels.
Vor allen Gästen erklärt Baron Mörsburg, dass die charmante Ninetta, die alle Männer angezogen hätten, ein Mann sei, und dass der junge und gutaussehende Mann, den alle Damen bewunderten, eigentlich eine Frau sei.
Anastasia versetzt ihrem Mann Prosper eine Ohrfeige für die Anziehungskraft, die er zu der Prinzessin empfand, und gibt dem Baron den Vorwand, die Scheidung zwischen den beiden auszurufen.
Cassim und Ninetta entdecken, dass sie Cousins sind und streiten vergeblich darum, das Anwesen des Hotels zu teilen, während das junge Paar endlich frei heiraten kann.

## Rezeption und Musik
Mit der Operette Fürstin Ninetta versuchte Johann Strauss nach dem Misserfolg seiner ersten und einzigen Oper Ritter Pásmán wieder an seine früheren Operettenerfolge anzuknüpfen. Gleichwohl kannte er bei der Komposition nur die Gesangstexte und die Ensembleszenen, die Handlung selbst wurde ihm von Wittmann und Bauer vorenthalten. Auf diese Weise schuf er allerdings musikalisch ein ausgesprochen schönes Werk.
Das Werk startete auch erfolgreich und wurde nach der Uraufführung am Theater an der Wien 76 Mal aufgeführt. Obwohl es von zahlreichen Bühnen nachgespielt wurde, erreichte es nicht annähernd die Popularität von anderen Strauss-Operetten, wie z. B. Die Fledermaus oder Der Zigeunerbaron. Heute wird das Werk als Ganzes praktisch nicht mehr aufgeführt. Einzelne Musikstücke, die Strauss nach der Premiere arrangierte, werden in verschiedenen Konzerten, unter anderem auch beim alljährlichen Neujahrskonzert der Wiener Philharmoniker, bis heute aufgeführt.
Die bekannteste Musiknummer der Operette ist die „Pizzikato-Polka“, die als „Neue Pizzikato Polka“ (op. 449) heute noch häufiger Konzertbestandteil ist. Der Titel wurde zur Unterscheidung zur „Pizzikato-Polka“, die er gemeinsam mit seinem Bruder Josef in Pawlowsk komponiert hatte, gewählt. Häufiger wird noch das Auftrittslied des Cassim: „Einst träumte mir, dass ich der Schah von Persien wär“ aus dem 3. Akt aufgeführt. Die Melodie ist überdies das Kopfmotiv des noblen „Ninetta-Walzers“ (op. 445, uraufgeführt durch Carl Michael Ziehrer in der Wiener Hofburg am 21. Januar 1893, im Druck erschienen im März 1893) und wird auch in dessen Introduktion zitiert.

## Tonträger
Eine konzertante Gesamtaufnahme entstand 2007 in Stockholm unter dem Patronat der Schwedischen Strauss-Gesellschaft (Orchester: Stockholm Strauss Orchestra, Dirigentin: Valéria Csányi) und wurde Anfang 2009 unter dem Label „NAXOS Classical“ veröffentlicht. Als Solisten wirkten Tua Aberg, Elin Rombo, Henriikka Gröhndahl, Jesper Taube u. v. m. mit.

## Musiknummern
Der oben angeführte CD sind folgende Musiknummern entnommen:
- Ouvertüre (Orchester)

- Introduction: Ah, venite belle donne (Chor, Emilio, Baron, Adelheid)

- Lied: Ade, nun fahre dahin (Ferdinand)

- Duett: Und sage was von allen diesen Farben (Ferdinand, Adelheid)

- Lied: Ein Frauenzimmer bin ich zwar (Ninetta)

- Szene: Herr Wirt, Herr Wirt, ein Nachtquartier (Chor, Emilio, Anastasia,Prosper)

- Couplet: Pascholl, noch heute wird gepackt (Cassim)

- Finale I: Endlich, endlich schlägt die Stunde (Alle)

- Entr'Act (Einleitung zum 2. Akt) (Orchester)

- Lied: Der Künstler auch ein Träumer ist (Ferdinand, Frauenchor)

- Quintett: Wie reizend, wie pikant! (Ninetta, Ferdinand, Baron, Rübke, Lord Plato)

- Hypnose Duett: Schlaf ein mein liebes Medium (Cassim, Ninetta)

- Lied: Als ich ein Backfisch war noch zart und klein (Ninetta, Chor)

- Lied: Ein Gretchen mit lächelndem Munde (Cassim)

- Finale II: Der Blick des Jettatoren (Alle)

- Introduction (zum 3. Akt) und Tarantella: Süß melodisch fortgezogen (Orchester, Chor)

- Walzerlied: Einst träumte mir (Cassim)

- Pizzicato Polka (Orchester)

- Quintett: Der Irrtum darf nicht länger währen (Adelheid, Anastasia, Ferdinand, Prosper, Baron)

- Finale III: Ja, dieses Händchen werd ich beschützen (Alle)

## Musikalische Weiterverwendung
Nach Motiven aus dieser Operette entstanden dann eigenständige Werke des Komponisten, die in seinem Werkverzeichnis mit den Opus-Zahlen 445 bis 450 gekennzeichnet sind. Dabei handelt es sich um folgende Werke:
- Ninetta-Walzer, Opus 445
- Ninetta-Quadrille, Opus 446
- Ninetta-Marsch, Opus 447
- Diplomaten-Polka, Opus 448
- Neue Pizzicato-Polka, Opus 449
- Ninetta-Galopp, Opus 450